# François Bethune
François Bethune (* 18. März 1868 in Gent; † 1. November 1938 in Löwen) war ein belgischer Romanist und Mediävist.

## Leben und Werk
Der Baron François Bethune war 1892–1893 Schüler von Gaston Paris. Zusammen mit Georges Doutrepont gründete er an der Katholischen Universität Löwen das Seminar für romanische Philologie und war dort von 1893 bis 1938 Professor, hat aber nur wenig publiziert. Bethune war der Lehrer von Alphonse Bayot und Omer Jodogne.

## Werke
- Les écoles historiques de Saint-Denis et Saint-Germain-des-Prés dans leur rapport avec la composition des Grandes Chroniques de France. In: Revue d’histoire ecclésiastique 4, 1903, S. 24–38 und 207–230
- (Hrsg. zusammen mit Georges Doutrepont) Bulletin d'histoire linguistique et littéraire française des Pays-Bas 1902–1905. Brügge 1906